# 張陸
張 陸（ちょう りく、1976年11月 - ）は、中華人民共和国の軍人（大校）、宇宙飛行士。

## 経歴
1976年11月、湖南省常徳地区漢寿県で生まれる。城関四小、詹楽貧中学、漢寿一中を経て、2000年、中国人民解放軍空軍航空大学を卒業。
1996年8月に中国人民解放軍空軍に入隊。1999年4月に中国共産党入党。2010年5月に中国第二回宇宙飛行士に入選した。2022年11月28日、神舟15号飛行任務乗組に入選した。